# Wilde Schwäne (Jung Chang)
Wilde Schwäne (Originaltitel: Wild Swans: Three Daughters of China) ist ein 1991 erschienenes histo-biografisch-autobiografisches Werk der 1952 geborenen chinesischen Schriftstellerin  Jung Chang. Jung Chang stellt die Geschichte ihrer Familie in China zwischen 1909 und 1978 dar, mit ihrer Großmutter Yufang, ihrer Mutter Baoqin und ihr selbst als Hauptpersonen.
Von der Kaiserzeit bis zur Herrschaft Mao Zedongs und seiner Nachfolger in der Volksrepublik China erlebt Jung Changs Familie die rücksichtslose Umsetzung politischer Ideen, die Jung Chang und ihre Familie nur unter großem Leid überleben konnten.

## Inhalt
Jung beginnt ihr Buch mit der Schilderung der widrigen Umstände zur Zeit der frühen Kindheit ihrer Großmutter Yufang. Sie wuchs unter der väterlichen Abneigung zu seiner Frau auf, die an Epilepsie litt, zudem genoss die Familie keine gute soziale Stellung in der Gesellschaft. Er verkaufte Jungs Großmutter Yufang an einen Warlord der nordchinesischen Beiyang-Armee namens Xue, der sie als Konkubine nahm.
Nach dem Tod Xues floh Yufang vor der Ehefrau Xues mit ihrem einzigen Kind, der Mutter Jungs, in die Mandschurei. Dort wurde sie von Doktor Xia geheiratet, zum Missfallen seiner erwachsenen Kinder. Seine vorherige Frau war längst verstorben; der Altersunterschied zwischen Xia und Yufang betrug mehrere Jahrzehnte, weshalb ihr nachgesagt wurde, sie sei nur hinter seinem Geld her. Doch Xia, welcher als ausgesprochen aufgeschlossener und humanistisch geprägter Mann beschrieben wird, stellte seine Liebe zu Yufang vor die Interessen seiner Familie und verließ seine Heimatstadt, nachdem er sein gesamtes Hab und Gut als Erbe verteilt hatte. Sie zogen in die strategisch bedeutende Stadt Jinzhou, wo Xia seine Existenz von Grund auf neu aufbauen musste. Diese Zeit war durch die japanische Okkupation geprägt, während der in der Mandschurei der Marionettenstaat Mandschukuo errichtet wurde.
Mit fünfzehn arbeitete Jungs Mutter Baoqin, die schon vorher wegen rebellischen Aktionen gegen die regierende Kuomintang aufgefallen war, für die verdeckt agierende Kommunistische Partei. Durch die Misshandlungen und Unterdrückung Yufangs geprägt, erhoffte sie sich sozialen Umschwung durch die Kommunisten, welche nicht zuletzt die Emanzipation der Frau in Angriff nehmen wollten.
In der frühen Entwicklung der Kommunisten, die nun nicht mehr verdeckt zu arbeiten brauchten, lernte sie Jungs Vater kennen. Er war einer der ersten, der unter Mao diente, ein Guerilla-Kämpfer und gleichzeitig ein gelehrter Ideologe. Sie heirateten nach dem Protokoll der Partei unter großer Missbilligung von Jungs Großmutter Yufang. Schon in ihren Flitterwochen musste Jungs Mutter jedoch erfahren, dass ihr Mann dem Interesse der Partei in allen Belangen erste Priorität zusprach und sie kaum unterstützte, als sie immer mehr ins Kreuzfeuer von Verleumdungsangriffen seitens neidischer Parteimitglieder geriet, wie dies in den neu eingerichteten Parteizellen oft vorkam. Niedergeschlagen und von den ständigen Sticheleien erschöpft, verließen darauf Jungs Mutter und ihr Mann die Stadt Jinzhou und zogen – teilweise entlang der Route des Langen Marsches – in die Herkunftsstadt von Jungs Vater, Yibin.
In den folgenden Jahren wurden nach einer Fehlgeburt fünf Kinder geboren, unter anderem Jung, und die Familie erlebte die Hundert-Blumen-Bewegung, den Großen Sprung nach vorn und die Kulturrevolution. Von da an war Jung alt genug, ihre eigenen Erfahrungen als Teenager darzulegen.
Nach dem Ende der Kulturrevolution kehrte Jung mit ihrem Bruder zurück nach Yibin, von wo aus sie während der Revolution zur „Gedankenreinigung“ geschickt worden waren. Sie versuchten eine Universität zu besuchen, und kurz nach diesem Erfolg starb Mao Zedong 1976. An der Universität studierte Jung Englisch und graduierte erfolgreich. Im Anschluss daran arbeitete sie als wissenschaftliche Assistentin und gewann ein Stipendium, um in England zu studieren, wo sie seither lebt und das Buch schrieb.

## Preise
Das Buch gewann 1992 den NCR Book Award und 1993 den British Book of the Year Award.

## Ausgaben
englisch
- Wild Swans. Three Daughters of China. Simon and Schuster, London 1991, ISBN 0-671-68546-5; Anchor paperback, London 1992, ISBN 0-385-42547-3; Harper Perennial, London 2004, ISBN 0-00-717615-5

chinesisch
- chinesisch 張戎: 鴻·三代中國女人的故事, Pinyin Zhāng Róng: Hóng. Sāndài Zhōngguó Nǚrénde Gùshi. Taipei 1992, ISBN 957-43-0220-2

deutsch
- Wilde Schwäne. Die Geschichte einer Familie. Drei Frauen in China von der Kaiserzeit bis heute. Aus dem Englischen von Andrea Galler und Karlheinz Dürr. Droemer Knaur, München 1991, ISBN 3-426-26468-4; vollständige Taschenbuchausgabe ebd. 1993, ISBN 3-426-77078-4
- erweiterte Neuausgabe mit einem Vorwort der Autorin zur englischen Jubiläumsausgabe: Knaur-Taschenbuch-Verlag, München 2004, ISBN 3-426-62705-1